# Isle of Man (Nikobary)
Isle of Man (znana również jako Laouk) – jedna z najmniejszych, niezamieszkanych wysp archipelagu Nikobary, należąca do centralnej grupy wysp. Wchodzi w skład terytorium związkowego Andamany i Nikobary.
Wyspa leży 4 km na południe od wyspy Tillangchong i 21 km na północny wschód od wyspy Kamorta. Jej powierzchnia wynosi 0,01 km².